# Мумбај
Мумбај (мара. मुम्बई, Мумбај, до 1995. Бомбај, Град седам острва, Град снова) је главни град државе Махараштра у Индији и највећа лука на Арапском мору и индијском полуострву. То је највећи град у Индији, али не и главни. Град (без појаса предграђа) има 12.883.654 становника, док са предграђима и северним деловима броји 19.994.372 становника и чини шесту по величини градску агломерацију на свету (процене од 1. јануара 2006) Мумбај има највећи број милијардера и милионера међу свим градовима Индије.
Лежи на истоименом острву пред западном обалом Индије. Модерни развој града почиње тек у првој половини 19. века, када Бомбај постаје седиште индијске трговине. У врху залива Бек Беј подигнут је уз стару хиндуистичку језгру низ монументалних зграда (истиче се железничка станица Викторија). Отмене стамбене четврти на полуострвима Кобала и Малабар стопиле су се дуж обала залива у импозантну целину. Културно средиште са свеучилиштем (од 1857), књижарама, музејима, низом храмова, познатом „кулом тишине“ (гробље богатих Парса) и други. Важан центар памучне индустрије, производња вуне, свиле и аутомобила; метална, хемијска, дрвна, кожна и прехрамбена индустрија; прерада нафте; филмска индустрија (70% индијске производње). На суседном острву Тромбај изграђен је први нуклеарни реактор у Индији. Модерно уређена лука повезује Бомбај („врата Индије“, назив за град и за монументалну грађевину кроз коју се из луке улази у град) и Индију са западним светом. Извози се памук, семено уље, пиринач, пшеница, руда манган; а увози текстил и гвожђе, челик, машине, угаљ. Железничким пругама и путевима Бомбај је спојен са осталим деловима Индије. Важно чвориште међународних ваздушних линија.
Мумбај је финансијска, комерцијална и забавна престоница Индије. Он је исто тако један од десет највећих трговинских центара на свету у погледу глобалне финансијске размене, који генерише 6,16% индијске ГДП вредности и обухвата 25% индустријске производње, 70% поморске трговине у Индији (Мубај порт траст и ), и 70% трансакције капитала индијске економије. У граду се налазе важне финансијске институције као што је Банка резерви Индије, Бомбајска берза, Национална берза Индије,  и корпорациона седишта бројних индијских предузећа и мултинационалних корпорација. Такође је дом неким од индијских премијерних научних и нуклеарних института као што су , , , , , , и Департмент за атомску енергију. У граду су такође смештени индијски хинди (Боливуд) и Марати филмска и телевизијска индустрија. Мумбајске пословне могућности, као и његов потенцијал да пружи висок стандард живота, привлаче мигранте из целе Индије, тако да је град место превирања мноштва заједница и култура.

## Географија
Површина Мумбаја износи 4.355 km².
Мумбаја се састоји од два засебна региона: града Мумбаја и приградског округа Мумбаја, који формирају два засебна управна округа Махараштре. Регион градског круга се назива и Острвски град или Јужни Мумбај. Укупна површина Мумбаја је 603,4 km2 (233 sq mi). Од тога, острвски град покрива 67,79 km², док приградски округ има 370 km², и укупно 437,71 km² је под управом Општинске корпорације ширег Мумбаја (МЦГМ). Преостала област припада одбрамбеним снагама, Мумбајском лучном трасту, Комисији за атомску енергију и националном парку Боривали.
Мумбај лежи на ушћу реке Улхаса на западној обали Индије, у приморском региону познатом као Конкан. Он је смештен на острву Салсете, које делимично дели са округом Тан. На западу Мумбај излази на Араско море. Многи делови града леже непосредно изнад нивоа мора, са елевацијом у опсегу од 10 m до 15 m; град има просечну надморску висину од 14 m. Северни Мумбај (Salsette) је брдовит, и највиша тачка града је на 450 m на Салсети у Повај–Канхери венцу. Национални парк Сањај Ганди (Национални парк Боривали) је делом лоциран у приградском округу Мумбаја, а делом у округу Тан, и покрива област од 103.09 km².
- Мумбај се састоји од два округа
- Мумбајски метрополитански регион, сателитска слика са Ландсата 5 направљена 30. јануара 2011.

Поред бране Батса, постоји шест главних језера из којих се град снабдева водом: Вихар, Доња Вајтарна, Горња Вајтарна, Тулси, Танса и Повај. Језера Тулси и Вихар су лоцирана у Националном парку Боривили, унутар градских граница. Вода из језера Повај, које је такође унутар градских граница, се користи само за пољопривредне и индустријске сврхе. Три мале реке, Дахисар (река), Појсар (река) и река Охивара (или Ошивара) истичу из парка, док загађена Мити (река) истиче из језера Тулси и сакупља прелив воде из језера Вихар и Повај. Обале града су разуђене бројним потоцима и заливима, и протежу се од потока Тан на истоку до Мадх Марве на западној страни. Источна обала острва Салсет је покривена великим мангровским мочварама са богатим биодиверзитетом, док је западна обала углавном песковита и каменита.
Земљишни покривач у градском региону је предоминантно песковит услед близине мора. У предграђима, земљиште је углавном алувијално и глинасто. Камена основа испод земљишног покривача се састоји од црних деканских базалтних токова, и њихових киселих и базних варијанти које датирају из ера касне Креде и раног Еоцена. Мумбај седи на сеизмички активној зони због присутва 23 линије раздвајања у близини. Област је класификована као регион сеизмичке зоне III, што значи да може да дође до земљотреса са магнитудом од 6,5 на Рихтеровој скали.

### Клима
Мумбај има Тропску климу, специфично тропску влажну и суву климу (Aw) по Кепеновој класификацији клима, са седам сувих месеци и врхунцем киша у јулу. Хладнијој сезони од децембра до фебруара следи летња сезона од марта до јуна. Период од јуна до око краја септембра се састоји од југозападне монсунске сезоне, и октобар и новембар формирају пост-монсунску сезону.
Између јуна и септембра, југозападне монсунске кише шибају град. Премонсунске кише падају у мају. С времена на време се јављају североисточне монсунске кише у октобру и новембру. Максимална годишња количина падавина икад забележена је била 3.452 mm (136 in) 1954. године. Највиша забележена количина падавина у једном дану од 944 mm (37 in) се догодила 26. јула 2005. Просечна тотална годишња количина падавина је 2.146,6 mm (85 in) за сам град, и 2.457 mm (97 in) за предграђа.
Просечна годишња температура је 27,2 °C (81 °F), а просечна преципитација је 2.167 mm (85 in). У граду је просечна максимална температура 31,2 °C (88 °F), док је просечна минимална температура 23,7 °C (75 °F). У предграђима, дневна средња максимална температура је у опсегу од 29,1 °C (84 °F) до 33,3 °C (92 °F), док је дневна минимална температура у опсегу од 16,3 °C (61 °F) до 26,2 °C (79 °F). Рекордно висока температура од 40,2 °C (104 °F) је забележена 28. марта 1982, а рекордно ниска од 7,4 °C (45 °F) 27. јануара 1962.
| Клима Мумбај (Међународни аеродром Чатрапати Шиваџи)                                                       | Клима Мумбај (Међународни аеродром Чатрапати Шиваџи) | Клима Мумбај (Међународни аеродром Чатрапати Шиваџи) | Клима Мумбај (Међународни аеродром Чатрапати Шиваџи) | Клима Мумбај (Међународни аеродром Чатрапати Шиваџи) | Клима Мумбај (Међународни аеродром Чатрапати Шиваџи) | Клима Мумбај (Међународни аеродром Чатрапати Шиваџи) | Клима Мумбај (Међународни аеродром Чатрапати Шиваџи) | Клима Мумбај (Међународни аеродром Чатрапати Шиваџи) | Клима Мумбај (Међународни аеродром Чатрапати Шиваџи) | Клима Мумбај (Међународни аеродром Чатрапати Шиваџи) | Клима Мумбај (Међународни аеродром Чатрапати Шиваџи) | Клима Мумбај (Међународни аеродром Чатрапати Шиваџи) | Клима Мумбај (Међународни аеродром Чатрапати Шиваџи) |
| Показатељ \ Месец                                                                                          | .Јан.                                                | .Феб.                                                | .Мар.                                                | .Апр.                                                | .Мај.                                                | .Јун.                                                | .Јул.                                                | .Авг.                                                | .Сеп.                                                | .Окт.                                                | .Нов.                                                | .Дец.                                                | .Год.                                                |
| --- | ---------------------------------------------------- | ---------------------------------------------------- | ---------------------------------------------------- | ---------------------------------------------------- | ---------------------------------------------------- | ---------------------------------------------------- | ---------------------------------------------------- | ---------------------------------------------------- | ---------------------------------------------------- | ---------------------------------------------------- | ---------------------------------------------------- | ---------------------------------------------------- | ---------------------------------------------------- |
| Апсолутни максимум, °C (°F)                                                                                | 37,1 (98,8)                                          | 39,6 (103,3)                                         | 41,7 (107,1)                                         | 42,2 (108)                                           | 41,0 (105,8)                                         | 37,1 (98,8)                                          | 34,8 (94,6)                                          | 33,5 (92,3)                                          | 36,4 (97,5)                                          | 37,9 (100,2)                                         | 37,4 (99,3)                                          | 39,8 (103,6)                                         | 42,2 (108)                                           |
| Максимум, °C (°F)                                                                                          | 30,7 (87,3)                                          | 31,2 (88,2)                                          | 32,5 (90,5)                                          | 33,0 (91,4)                                          | 33,3 (91,9)                                          | 32,1 (89,8)                                          | 30,0 (86)                                            | 29,6 (85,3)                                          | 30,4 (86,7)                                          | 33,2 (91,8)                                          | 33,5 (92,3)                                          | 32,0 (89,6)                                          | 31,8 (89,2)                                          |
| Минимум, °C (°F)                                                                                           | 16,8 (62,2)                                          | 17,8 (64)                                            | 21,0 (69,8)                                          | 23,9 (75)                                            | 26,3 (79,3)                                          | 26,0 (78,8)                                          | 24,9 (76,8)                                          | 24,7 (76,5)                                          | 24,3 (75,7)                                          | 23,4 (74,1)                                          | 20,9 (69,6)                                          | 18,6 (65,5)                                          | 22,4 (72,3)                                          |
| Апсолутни минимум, °C (°F)                                                                                 | 7,4 (45,3)                                           | 8,5 (47,3)                                           | 13,8 (56,8)                                          | 16,9 (62,4)                                          | 20,2 (68,4)                                          | 19,8 (67,6)                                          | 21,2 (70,2)                                          | 19,4 (66,9)                                          | 20,7 (69,3)                                          | 16,7 (62,1)                                          | 13,3 (55,9)                                          | 10,6 (51,1)                                          | 7,4 (45,3)                                           |
| Количина кише, mm (in)                                                                                     | 0,6 (0,024)                                          | 1,3 (0,051)                                          | 0,2 (0,008)                                          | 0,7 (0,028)                                          | 12,5 (0,492)                                         | 523,1 (20,594)                                       | 799,7 (31,484)                                       | 529,7 (20,854)                                       | 312,3 (12,295)                                       | 55,8 (2,197)                                         | 16,8 (0,661)                                         | 5,3 (0,209)                                          | 2,258 (88,898)                                       |
| Дани са кишом                                                                                              | 0,1                                                  | 0,1                                                  | 0,0                                                  | 0,1                                                  | 0,7                                                  | 14,5                                                 | 23,2                                                 | 21,4                                                 | 14,4                                                 | 3,0                                                  | 1,0                                                  | 0,4                                                  | 78,9                                                 |
| Релативна влажност, %                                                                                      | 69                                                   | 67                                                   | 69                                                   | 71                                                   | 70                                                   | 80                                                   | 86                                                   | 86                                                   | 83                                                   | 78                                                   | 71                                                   | 69                                                   | 75                                                   |
| Сунчани сати — месечни просек                                                                              | 269,5                                                | 257,6                                                | 274,3                                                | 283,7                                                | 296,2                                                | 148,6                                                | 73,4                                                 | 75,9                                                 | 165,1                                                | 240,2                                                | 245,8                                                | 253,2                                                | 2.583,5                                              |
| Извор #1: Индијски метеоролошки департмент (Период 1961–1990, забележене високе и ниске вредности до 2010) |                                                      |                                                      |                                                      |                                                      |                                                      |                                                      |                                                      |                                                      |                                                      |                                                      |                                                      |                                                      |                                                      |
| Извор #2: NOAA (humidity, sun 1971–1990)                                                                   |                                                      |                                                      |                                                      |                                                      |                                                      |                                                      |                                                      |                                                      |                                                      |                                                      |                                                      |                                                      |                                                      |

## Историја
У португалској власти је од 1534. Од 1661. под управом енглеске Источноиндијске компаније. Од 1708. седиште британске управе у Индији. Брзо се развија после отварања Суецког канала (1869). Ту је 1908. дошло до првог великог радничког штрајка у Индији, који је војска угушила у крви. У ослобођеној Индији од 1947. седиште провинције, а од 1956. федералне државе Бомбај. 1960. Бомбај је постао главни град државе Махараштра.

## Становништво
Према незваничним резултатима пописа, у граду је 2011. живело 12.478.447 становника.
| 1991.     | 2001.      | 2011.      |
| --------- | ---------- | ---------- |
| 9.925.891 | 11.978.450 | 12.478.447 |

## Партнерски градови
- Лондон
- Лос Анђелес
- Санкт Петербург
- Штутгарт
- Јокохама
- Тангер
- Галаци
- Карачи
- Еспо
- Округ Хонолулу